# Cyclisme aux Jeux panaméricains de 2015
Navigation
Jeux panaméricains de 2011 Jeux panaméricains de 2019
Les compétitions de cyclisme des Jeux panaméricains de 2015 se déroulent du 10 au 25 juillet 2015 à Toronto, Canada. Les épreuves au programme de ces Jeux sont les mêmes que l'édition précédente et que les Jeux olympiques de 2016.

## Podiums hommes

### Courses sur route
| Compétitions                 | Or           | Argent        | Bronze           |
| ---------------------------- | ------------ | ------------- | ---------------- |
| Course en ligne individuelle | Miguel Ubeto | Eric Marcotte | Guillaume Boivin |
| Contre-la-montre individuel  | Hugo Houle   | Ignacio Prado | Sean Mackinnon   |

### Courses sur piste

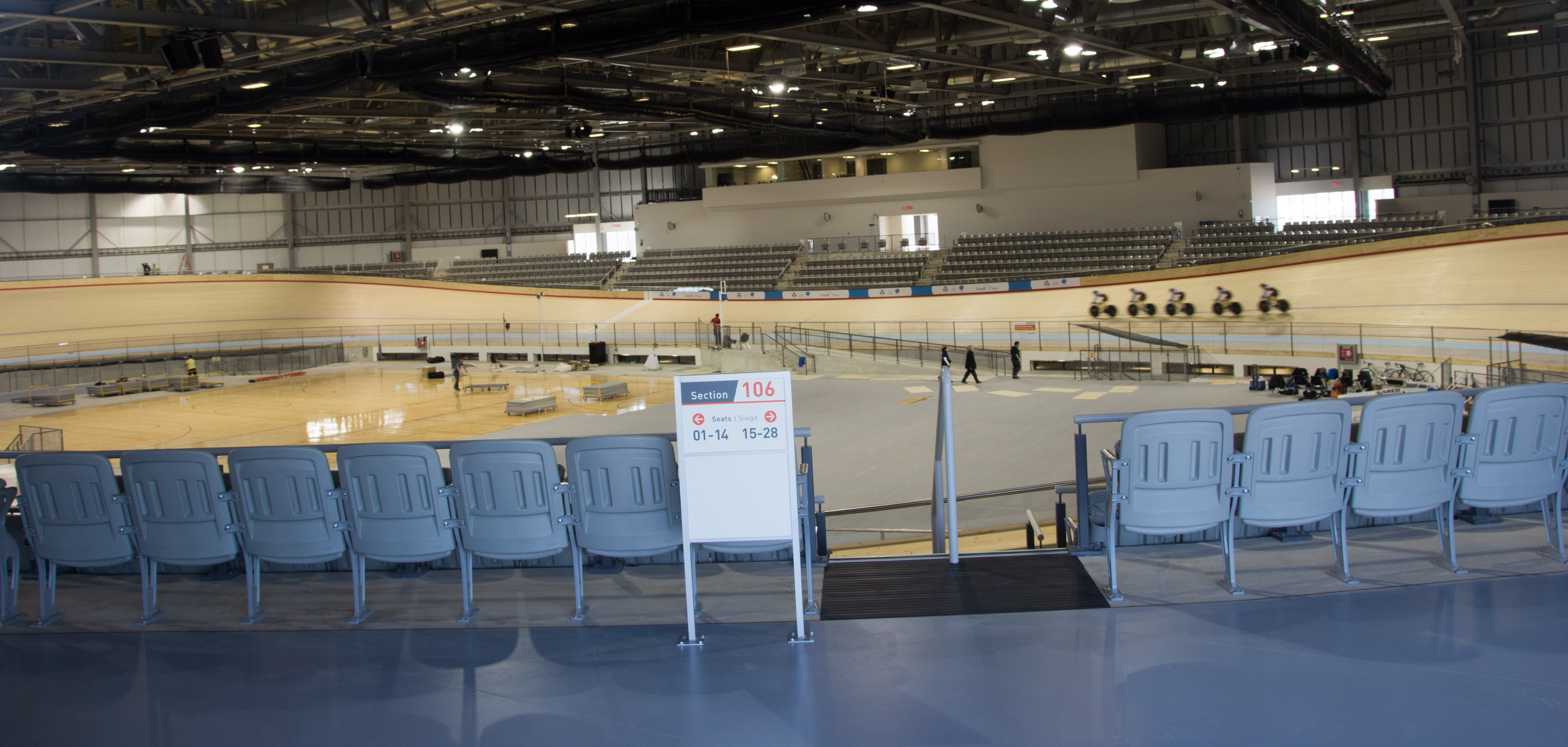
Le Vélodrome de Milton, à Milton, accueille les épreuves sur piste de ces Jeux, ainsi que le départ et l'arrivée des courses contre-la-montre sur route.

| Compétitions          | Or                                                                           | Argent                                                                        | Bronze                                                          |
| --------------------- | ---------------------------------------------------------------------------- | ----------------------------------------------------------------------------- | --------------------------------------------------------------- |
| Keirin                | Fabián Puerta                                                                | Hersony Canelón                                                               | Hugo Barrette                                                   |
| Vitesse               | Hugo Barrette                                                                | Njisane Phillip                                                               | Hersony Canelón                                                 |
| Vitesse par équipes   | Canada Hugo Barrette Evan Carey Joseph Veloce                                | Venezuela Hersony Canelón César Marcano Ángel Pulgar                          | Brésil Hugo Osteti (pt) Flávio Cipriano (pt) Kacio Fonseca      |
| Poursuite par équipes | Colombie Fernando Gaviria Juan Esteban Arango Arles Castro Jhonatan Restrepo | Argentine Mauro Agostini Maximiliano Richeze Juan Darío Merlos Adrián Richeze | Canada Eric Johnstone Sean Mackinnon Rémi Pelletier-Roy Ed Veal |
| Omnium                | Fernando Gaviria                                                             | Ignacio Prado                                                                 | Gideoni Monteiro                                                |

### VTT
| Compétitions  | Or            | Argent              | Bronze           |
| ------------- | ------------- | ------------------- | ---------------- |
| Cross-country | Raphaël Gagné | Catriel Andrés Soto | Stephen Ettinger |

### BMX
| Compétitions | Or          | Argent        | Bronze        |
| ------------ | ----------- | ------------- | ------------- |
| BMX          | Tory Nyhaug | Alfredo Campo | Nicholas Long |

## Podiums femmes

### Courses sur route
| Compétitions                 | Or              | Argent          | Bronze            |
| ---------------------------- | --------------- | --------------- | ----------------- |
| Course en ligne individuelle | Jasmin Glaesser | Marlies Mejias  | Allison Beveridge |
| Contre-la-montre individuel  | Kelly Catlin    | Jasmin Glaesser | Evelyn García     |

### Courses sur piste
| Compétitions          | Or                                                              | Argent                                                                          | Bronze                                                                    |
| --------------------- | --------------------------------------------------------------- | ------------------------------------------------------------------------------- | ------------------------------------------------------------------------- |
| Keirin                | Monique Sullivan                                                | Lisandra Guerra                                                                 | Juliana Gaviria                                                           |
| Vitesse               | Monique Sullivan                                                | Kate O'Brien                                                                    | Juliana Gaviria                                                           |
| Vitesse par équipes   | Canada Kate O'Brien Monique Sullivan                            | Cuba Lisandra Guerra Marlies Mejias                                             | Colombie Diana García Juliana Gaviria                                     |
| Poursuite par équipes | Canada Allison Beveridge Laura Brown Jasmin Glaesser Kirsti Lay | États-Unis Jennifer Valente Sarah Hammer Kelly Catlin Lauren Tamayo Ruth Winder | Mexique Sofía Arreola Ingrid Drexel Mayra Del Rocio Rocha Lizbeth Salazar |
| Omnium                | Sarah Hammer                                                    | Jasmin Glaesser                                                                 | Marlies Mejías                                                            |

### VTT
| Compétitions  | Or          | Argent            | Bronze    |
| ------------- | ----------- | ----------------- | --------- |
| Cross-country | Emily Batty | Catharine Pendrel | Erin Huck |

### BMX
| Compétitions | Or              | Argent          | Bronze       |
| ------------ | --------------- | --------------- | ------------ |
| BMX          | Felicia Stancil | Domenica Azuero | Mariana Díaz |

## Tableau des médailles
Légende
- Le bleu indique le pays organisateur

| #     | Pays              |    |    |    | Total |
| ----- | ----------------- | -- | -- | -- | ----- |
| 1     | Canada            | 11 | 4  | 5  | 20    |
| 2     | États-Unis        | 3  | 2  | 3  | 8     |
| 3     | Colombie          | 3  | 0  | 3  | 6     |
| 4     | Venezuela         | 1  | 2  | 1  | 4     |
| 5     | Cuba              | 0  | 3  | 1  | 4     |
| 6     | Argentine         | 0  | 2  | 1  | 3     |
| 6     | Mexique           | 0  | 2  | 1  | 3     |
| 8     | Équateur          | 0  | 2  | 0  | 2     |
| 9     | Trinité-et-Tobago | 0  | 1  | 0  | 1     |
| 10    | Brésil            | 0  | 0  | 2  | 2     |
| 11    | Salvador          | 0  | 0  | 1  | 1     |
| Total | Total             | 18 | 18 | 18 | 54    |

## Sources
- Cyclisme sur route Toronto2015.org
- Cyclisme sur piste Toronto2015.org
- BMX Toronto2015.org
- VTT Toronto2015.org